# リーベンハウス
リーベンハウス (Rieven House) は泉レストラン株式会社の運営するコンビニエンスストアである。

## 概要
1998年6月にリーベンハウス新宿住友ビル店を開店後、住友不動産系のビルのみに出店する。店舗数は新宿区・港区・渋谷区・中央区・江東区・目黒区・品川区に18店。新宿住友ビルでは地下1階の店舗の他に、1階のツアーバスカウンターに設置した「ウィラーショップ店」がある。
系列店としてコーヒーショップを江東区・港区に、コーヒーショップとコンビニエンスストアを併設した店舗を渋谷区に展開する。